# Æðuvík
Æðuvík est un village des Îles Féroé, fondé en 1897. Le village se situe dans le sud de l'île d'Eysturoy et fait partie de la commune de Runavík.
En féroïen, Æðuvík signifie la baie des canards (de Æða = « canard » et vík = « baie »).